# Manuelito

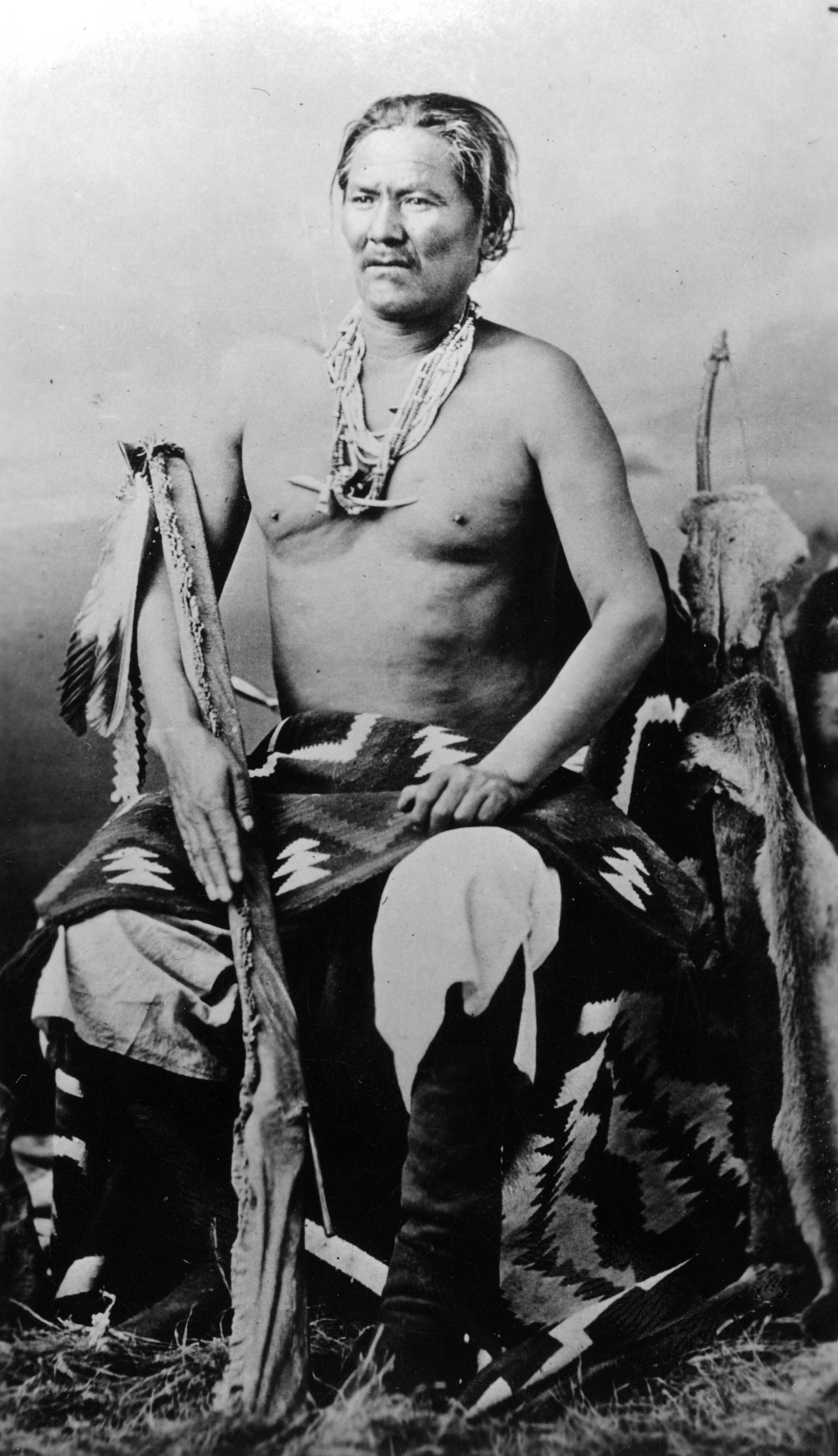
Häuptling Manuelito

Ch’ilhajinii, Hildjajin oder Haskeh, besser bekannt als Manuelito, zuweilen auch Pistol Bullett, (* um 1818 im Canyon de Chelly; † 1894 in der Navajo-Nation-Reservation, Apache County, Arizona) war Häuptling der Diné-Indianer.
Manuelito war der Bruder von Cayatanita. Die Soldaten nannten ihn Pistol Bullett. Sein Jugendname war Ashkii Dighin. Er war Nachfolger von Zarcillas Largas und heiratete eine Tochter von Narbona Primero. Am 30. April 1860 versuchte er mit Barboncito und einer großen Anzahl Diné-Kriegern vergeblich, das Fort Defiance, McKinley County (New Mexico) einzunehmen. 1866 ergab er sich mit seinen Leuten. Manuelito wurde vom Bureau of Indian Affairs als erster Unterhäuptling für den östlichen Teil der Navajo Nation Reservation eingesetzt und 1873 wurde er Kommandeur einer tausend Mann starken Navajo Polizeitruppe, die den Viehdiebstahl so effizient bekämpfte, dass sie alsbald wieder aufgelöst wurde. 1874 besuchte er Präsident Ulysses S. Grant in Washington D. C.